# Zbrodnie w Pawlikówce
Zbrodnie w Pawlikówce – zbrodnie dokonane w dniach 5-7 kwietnia 1944 r. na polskich mieszkańcach wsi Pawlikówka, położonej w powiecie kałuskim województwa stanisławowskiego, podczas niemieckiej okupacji tych ziem. Zbrodni dopuścił się oddział Ukraińskiej Powstańczej Armii.

## Przed zbrodnią
Przed II wojną światową Pawlikówka liczyła około 300 gospodarstw, w których mieszkało około 1500 osób. Skład narodowościowy był mieszany, połowę mieszkańców stanowili Polacy, połowę Ukraińcy.  Polacy mieszkali głównie w samej Pawlikówce oraz w przysiółku Budostan. Ukraińcy przeważali w przysiółkach Baranówka i Czeryszenka.
Pierwszą ofiarą w Pawlikówce był gospodarz o nazwisku Gurdak, zabity w lipcu 1943 roku. Pod wpływem doniesień o narastaniu fali mordów ukraińskich nacjonalistów, Polacy w Pawlikówce  przystąpili do kopania schronów i ziemianek mających być schronieniem w trakcie napadu UPA. Często nocowano w tych ziemiankach oraz w pobliskim lesie, jednak trudne warunki pogodowe zniechęcały do takiego zachowania.
Wkrótce przed napadem na wieś niektórzy Ukraińcy ostrzegali Polaków przed oddziałem UPA, który przekroczył Dniestr i zbliżał się do Pawlikówki.

## Przebieg napadu
Według wspomnień zgromadzonych przez Stowarzyszenie Upamiętnienia Ofiar Zbrodni Ukraińskich Nacjonalistów, w nocy z 5 na 6 kwietnia 1944 roku (czasem podawana jest data 4/5 kwietnia) Pawlikówkę zajął oddział UPA. Napastnicy podpalali polskie domostwa i strzelali do napotkanych osób. Niebroniona ludność polska kryła się w piwnicach, ziemiankach i schronach, pozostali ukrywali się w zabudowaniach ukraińskich bądź uciekali w kierunku pobliskiego lasu. Intruzi, wśród których rozpoznano kilku Ukraińców z Pawlikówki, zajmowali się także grabieżą mienia Polaków oraz wykrywaniem schronów. Do środka wrzucano granaty. Nachodzono także domy ukraińskie szukając ukrywających się Polaków. Oddział UPA opuścił Pawlikówkę następnego dnia po południu.
Następnej nocy UPA powtórzyła napad paląc ocalałe polskie domy i mordując kolejnych Polaków.
Zdaniem Sz. Siekierki, H. Komańskiego i E. Różańskiego w obu napadach zginęło 124 Polaków, w tym 89 znanych z nazwiska. Łącznie spalono około 100 polskich gospodarstw. Odnotowano pojedyncze przypadki powstrzymywania się napastników przed zabijaniem kobiet i dzieci.

## Po zbrodni
Po zbrodni ocalali Polacy zbiegli do Kałusza. Niektórym rodzinom udało się indywidualnie pochować zabitych. Większość ciał leżała na miejscu zbrodni przez około 2 tygodnie, po czym miejscowi Ukraińcy pochowali je w zbiorowej mogile na tutejszym cmentarzu greckokatolickim.
Fakt zbrodni ukraińskich nacjonalistów w Pawlikówce potwierdza śledztwo IPN (sygn. akt S 10/01/Zi).